# José Corbacho Nieto
José Corbacho Nieto (L'Hospitalet de Llobregat, 12 de desembre de 1965) és un actor, director, guionista i humorista català. L'any 2006 va guanyar el Goya al millor director novell per Tapas.

## Biografia
Va néixer al barri hospitalenc de Santa Eulàlia tot i que la seva mare procedeix de Salamanca i el seu pare de La Zarza (Badajoz). Va estudiar periodisme i encara li queda pendent l'assignatura de televisió. Es va casar amb l'actriu Anna Barrachina, de qui està separat.

### Teatre
Va començar teatre amb la companyia La Cubana (1988). En més de deu anys de carrera va participar en obres com Cubana Delikatessen, Cubanas a la carta o Cubana Maraton dancing.

### Televisió
La seva carrera en televisió està vinculada a la productora El Terrat, de la qual és soci i conseller de continguts. Va intervenir en programes de la matinada com Una altra cosa que s'emetia els dimarts entre el 2002 i 2004 a TV3, Me lo dijo Pérez que es va emetre durant el 1999 a Telecinco, A pèl tour que s'emetia durant els estius de 2002, 2003 i 2004 a TV3 o La última noche a Telecinco, però a Homo Zapping (Antena 3) va ser on es va fer conegut a l'estat espanyol. El 2012 va formar part del jurat de la tercera temporada de Tú si que vales (Telecinco) i va col·laborar amb Andreu Buenafuente i Berto Romero a Buenas noches y Buenafuente que va emetre aquest any a Antena 3. Després de la seva cancel·lació, va ser fitxat per Telecinco el juny de 2012 on va presentar l'efímer concurs Todo el mundo es bueno, amb Pilar Rubio, participant en noves entregues de Tú si que vales. El 14 de novembre de 2012, va presentar a Telecinco amb Soraya Arnelas el programa nocturn Cabaret Olé.

### Cinema
Amb l'ajuda del seu amic Juan Cruz van rodar la pel·lícula Tapas (2005), que va rebre la Bisnaga d'Or a la millor pel·lícula al Festival de Màlaga, i la Bisnaga de Plata del premi del públic i de la millor actriu (Elvira Mínguez). Corbacho va rebre el Goya al millor director novell i Elvira Mínguez a la millor actriu gràcies a aquesta pel·lícula. La seva segona pel·lícula com a director va ser Covards i es va estrenar el 25 d'abril de 2008.

## Filmografia

### Com director
- Homo zapping (2003 - 2007, 2017-2018)
- Tapas (2005)
- Covards (2008)
- Pelotas (2009), Serie TV (La 1)
- Universos (La Wikipeli de Mahou) (2009), Cortometraje
- Incidencias (2015)

### Com actor
- Vivancos 3 (Si gusta, hacemos las dos primeras) (2002)
- 7 vidas (2004) com el Lejía
- La màquina de ballar (2006), com Fernando
- Pelotas (2009, La 1), com el psicòleg
- Universos (2009), migmetratge
- Anacleto: Agent secret (2015), com Espía 2
- Paquita Salas (2016, Flooxer), cameo
- Tadeo Jones 2: El secreto del rey Midas (2017), com Taxista (veu)

### Com productor
- Paquita Salas (Flooxer, 2016)